# Knaga

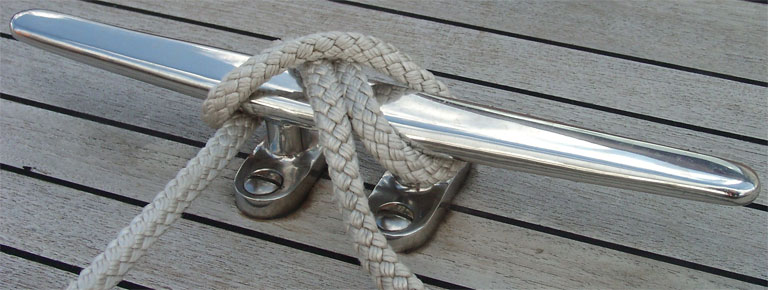
Węzeł na knadze rożkowej

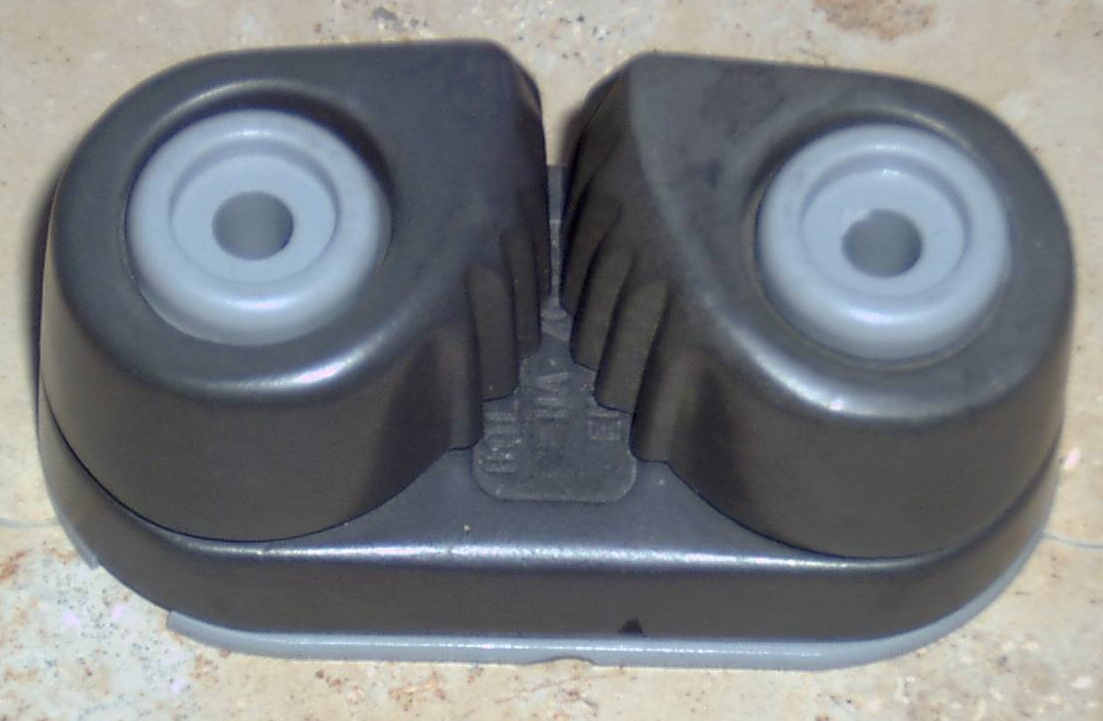
Knaga szczękowa

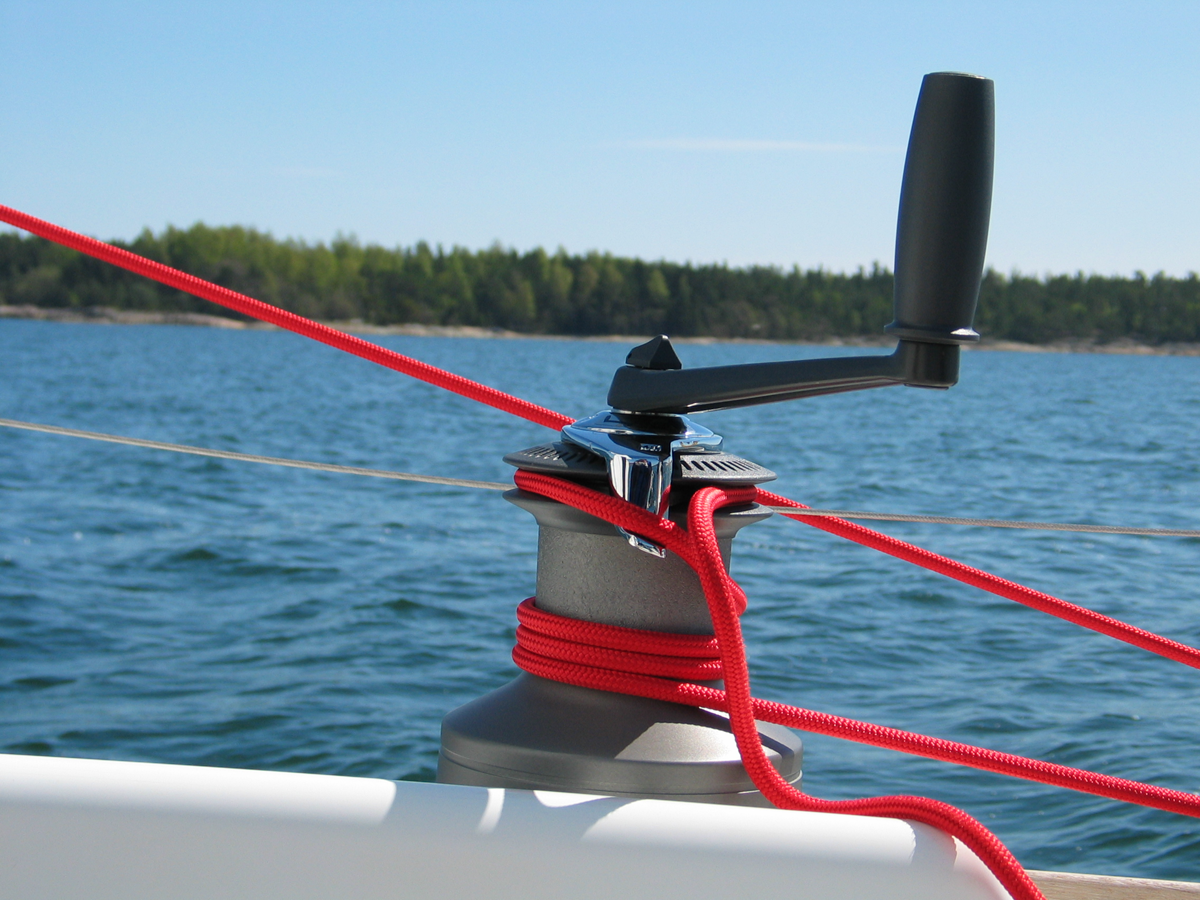
Kabestan samoknagujący

Knaga – okucie używane na pokładach jednostek pływających służące do unieruchamiania lin olinowana ruchomego: lin cumowniczych, lin takielunku, fałów itp. Warunkiem jest jednak, aby były to liny elastyczne – z włókien roślinnych lub tworzywa sztucznego, gdyż liny te ciasno owija się wokół knagi lub zaciskają w niej. Knaga umożliwia szybkie i pewne unieruchomienie liny oraz równie szybkie jej zwolnienie w razie potrzeby. Knagi mogą mieć różne kształty i sposoby mocowania.
- Knaga zwykła – nazywana również rożkową. To element z dwoma płaskimi rogami ustawionymi w przeciwnych kierunkach (z przerwą pośrodku lub bez). Linę obkłada się na niej węzłem knagowym. To najpopularniejszy typ knag.
- Knaga zaciskowa:
  - Knaga klinowa – nazywana również palcową[1]. Powszechna szczególnie na małych jednostkach śródlądowych. W knadze klinowej linę wciska się wzdłużnie w rowek o zmniejszającej się średnicy. Zapewnia to samozaciskanie się liny i jej trwałe unieruchomienie.
  - Knaga rowkowa – zapewnia unieruchomienie liny poprzez wciśnięcie jej w rowek o karbowanej powierzchni. Występuje wiele odmian knagi rowkowej. Konstrukcja ta nie posiada elementów ruchomych.
  - Knaga szczękowa – nazywana potocznie sprężynową lub „pieskiem”. Powszechna zarówno na jednostkach śródlądowych jak i morskich. Składa się z dwóch karbowanych, ruchomych elementów, pomiędzy które mocuje się linę. Knaga szczękowa umożliwia ruch liny tylko w jednym kierunku. Obecnie dość często konstrukcja ta zastępowana jest przez tzw. stoper, urządzenie blokujące (zaciskające) linę poprzez przesunięcie dźwigni. Użycie stoperów jest uzasadnione przy bardzo obciążonych linach z włókien aramidowych, których nie da się knagować na tradycyjnych okuciach.

Knagi mocuje się do wzmocnionych fragmentów pokładu, nadbudówek, masztów itp. Okucia do knagowania lekko obciążonych lin mogą występować również na innych elementach np. rumplu, bomie.
Połączenie kabestanu i knagi rowkowej daje w efekcie kabestan samoknagujący.
Na większych jednostkach żaglowych do knagowania lin stosuje się nagle. Do cumowania mogą służyć również polery. Linę wielokrotnie obwija na polerze w „ósemkę”, a przed samoistnym odwinięciem ewentualnie zabezpiecza sejzingiem.